# Эрнсгаден
Эрнсгаден (нем. Ernsgaden) — община в Германии, в земле Бавария. 
Подчиняется административному округу Верхняя Бавария. Входит в состав района Пфаффенхофен-на-Ильме. Подчиняется управлению Гайзенфельд.  Население составляет 1525 человек (на 31 декабря 2010 года). Занимает площадь 7,41 км².